# Gustave Maroteau
 (juillet 2011).
Si vous disposez d'ouvrages ou d'articles de référence ou si vous connaissez des sites web de qualité traitant du thème abordé ici, merci de compléter l'article en donnant les références utiles à sa vérifiabilité et en les liant à la section « Notes et références ».
Gustave Maroteau, né à Chartres (Eure-et-Loir) le 28 juillet 1849 et mort au bagne de Nouvelle-Calédonie le 17 mars 1875, est un journaliste français condamné à mort en mars 1871 pour sa participation à la Commune de Paris.

## Biographie
Gustave Louis Maroteau est né à Chartres, place Billard, le 28 juillet 1849, fils de Louis Jules Maroteau, professeur de musique au collège de Chartres de 1842 à 1870 et lieutenant de la compagnie des musiciens de la Garde nationale et de Benjamine Adrienne Cécile Frossard. 
Il fait ses études au collège de Chartres.
En 1867, âgé de seulement 17 ans, il fait imprimer à Chartres un volume de vers intitulé Les Flocons.
Gustave Maroteau fait ses premières armes dans la presse militante pendant les dernières années du Second Empire. L'Union Agricole, journal de Chartres fondé par Ferdinand Jumeau publie quelques-unes de ses œuvres littéraires. Il publie ensuite dans la revue parisienne La Rue fondée par Jules Vallès.
Selon ses détracteurs, il manquait à Gustave Maroteau une forte culture classique et ses dons étaient gâtés par un désir effréné de paraître, d'être quelqu'un, d'attirer l'attention, de s'illustrer.  
Il est condamné à mort en mars 1871 par le Conseil de Guerre de Versailles, pour sa participation à la Commune de Paris et en particulier pour la publication d'un article dans La Montagne dans lequel il demande la tête de l'archevêque de Paris, Georges Darboy, exécuté comme otage pendant la Semaine sanglante le 24 mai. Il est déporté en Nouvelle-Calédonie en 1872, où il mourut de tuberculose en 1875.
Comme pour beaucoup, Victor Hugo intervint en sa faveur, en février 1872 :

« J'ai écrit hier à Gustave Maroteau. Il est encore à l'hôpital militaire de Versailles. On a commuté sa peine de mort en galères à perpétuité. C'est odieux. Je lui ai dit qu'il serait gracié de cette grâce. Ces gens-là se croient cléments. Mais l'amnistie leur sera imposée. »

### Hommage
Une rue porte son nom à Chartres dans le quartier du Faubourg La Grappe depuis 1998. Évry lui a également dédié un square.

## Œuvres
Gustave Maroteau fut le rédacteur en chef de l'éphémère journal Le Salut public, qui parut du 16 mai (27 Floréal) au 23 mai 1871 (4 Prairial an 79).
- Les Flocons, édité par Achille Faure, libraire éditeur, 18 rue Dauphine en 1867 ;
- Le Père Duchêne, pamphlet révolutionnaire. 7 numéros. Journal satirique qui parait du 3 au 9 décembre 1869. Ce journal, dirigé contre le Second Empire et les républicains modérés, compte, avec Gustave Maroteau, Eugène Vermersch et Maxime Vuillaume parmi ceux qui y collaborent ;
- Il fonde le journal Le Faubourg dont peu de numéros parurent, le dernier fut le seul de 1871, le 26 mars qui précéda de peu le nouveau journal La Montagne paru en avril 1871 toujours avec comme rédacteur en chef Gustave Maroteau.